# فرودگاه دابل اسپرینگس–وینستون
فرودگاه دابل اسپرینگس–وینستون (به انگلیسی: Double Springs–Winston County Airport) یک فرودگاه همگانی بهره‌برداری هوایی است که یک باند فرود آسفالت دارد و طول باند آن ۱۰۳۷ متر است. این فرودگاه در شهر دابل اسپرینگز، آلاباما کشور ایالات متحده آمریکا قرار دارد و در ارتفاع ۲۳۰ متری از سطح دریا واقع شده‌است.